# 岡田平太郎
岡田 平太郎（おかだ へいたろう、1870年（明治3年） - 没年不詳）は、明治時代の宮内省式部官。

## 経歴
大阪生まれ。尾去沢疑獄事件で知られる貿易商岡田平蔵の息子。陸奥宗光の子の夫人は平太郎の養女に当たり、伊藤博文、井上馨、福澤諭吉とも親交があった。1880年（明治13年）、慶應義塾幼稚舎へ入学し、慶應義塾大学部へ進む。
1906年（明治39年）春より宮内省式部官に任じ、有栖川宮の家令を兼ねる。1907年（明治40年）、英照皇太后陛下十年祭のとき京都へ出張。